# Возврата нет (фильм, 1973)
«Возврата нет» — советский художественный фильм, мелодрама, снятый режиссёром Алексеем Салтыковым по одноимённой повести Анатолия Калинина.
Нонна Мордюкова за роль Антонины Кашириной была признана «Лучшей актрисой года» по результатам опроса журнала «Советский экран».

## Сюжет
Фильм показывает события на Дону в годы Великой Отечественной войны и после неё, происходящие на протяжении почти двадцати лет. В центре фильма — история любви мужественной и сильной женщины, цельной в своей прямоте Антонины Кашириной к спасённому ею во время войны офицеру Никитину.
«Любовь без радости была, разлука будет без печали» — произнесла Антонина на прощание Неверову.
Если Мордюкова в своей героине передала любовь матери-родины, а затем трагедию брошенной женщины, то Дворжецкий в своём герое показал трагедию человека, который разрывается между чувством долга и новой любовью — к невестке своей жены. И хотя в сложной семейной ситуации возврата для всех героев назад нет, они сумеют, несмотря на боль и утраты, сохранить своё человеческое достоинство.

## В ролях
| Актёр                | Роль                                                |
| -------------------- | --------------------------------------------------- |
| Нонна Мордюкова      | жена Никитина Антонина Каширина                     |
| Владислав Дворжецкий | председатель колхоза Николай Никитин                |
| Ольга Прохорова      | невестка Кашириной Ирина Алексеевна                 |
| Николай Ерёменко     | сын Кашириной Григорий                              |
| Татьяна Самойлова    | донская казачка Настя Шевцова                       |
| Борис Кудрявцев      | бывший 1-й секретарь райкома Павел Иванович Неверов |
| Алексей Баталов      | секретарь райкома Алексей Владимирович Егоров       |
| Нина Меньшикова      | инструктор райкома Антонина Короткова               |
| Вилнис Бекерис       | немецкий ефрейтор                                   |

В эпизодах
- Николай Смирнов — Трофимыч
- Степан Бубнов — Максим Максимович Пашков, директор школы
- Алексей Борзунов — Константин Сухарев, инструктор райкома партии
- Вячеслав Котёночкин — паромщик
- Чеслав Моисеев
- Валентина Беляева — учительница
- Татьяна Бизяева — учительница
- Виктор Волков — инструктор райкома партии
- Эрвин Кнаусмюллер — нет в титрах

## Отзывы
Заседание бюро райкома, строительные материалы, похищенные из лесхоза, фашистские танки на берегу тихого Дона, общее собрание колхозников, избирающее нового председателя, вчерашнего фронтовика, непорядки на ферме… Всё это, как видим, живые подробности недавней нашей жизни, довольно часто оживавшие на экране в фильмах последних лет. Но внутри, за всеми этими деталями, нас поджидает нечто неожиданное, совершенно оригинальное. Не то чтобы новое, — скорее напротив, сюжет этого фильма стародавен, как сам мир. Но заявлен он с редкой чистотой и откровенностью… Это фильм о любви, причём о такой любви, которая — «всего сильнее». Фраза эта, о всесилии любовного чувства, которому нельзя ничего приказать, которое само приказывает, как вести себя человеку, произносится по ходу действия тремя героями — из четырёх, сошедшихся в этом драматическом конфликте.

Вдова Каширина, оставшаяся с ребёнком на руках, в военное лихолетье спасла и выходила раненого бойца — Колю Никитина. После войны он вернулся к ней и, влекомый чувством благодарности к своей спасительнице, поторопился со свадьбой, не побоявшись разницы лет. Тут, в этом событии, все движущие пружины драмы, которая рано или поздно должна была разразиться. Потому что ребёнок подрос, окончил ветеринарный техникум, женился и привёл в дом хрупкую, как тростиночка, Ирину. И былая мирная тишина никитинского дома разлетелась в прах. Свёкор полюбил сноху. Полюбил её большой, серьёзной любовью, единственной за всю жизнь. И она отвечает ему таким же большим, таким же серьёзным чувством. Он возит её на своём председательском мотоцикле, поджидает по дороге из школы, где она учительствует, исподволь, пряча глаза от жены, следит, как Ирина расчёсывается или переодевается… Он не боится людских пересудов. Что бы там ни шептали, что бы ни сплетничали, — любовь сильнее всего! Ну, а боль близкого человека, которой ты заплатишь за собственное счастье? Сильнее ли любовь и этого тоже?

Антонина Петровна была когда-то председателем колхоза, вывозила трудный воз в самые суровые послевоенные годы, теперь, задним числом, она нет-нет да и пожалеет, что уступила мужу эту каторжную должность, уйдя в домашнюю жизнь и потеряв, благодаря глупому повороту событий, партийный билет. И всё же главное её жизненное испытание — здесь, под кровлей своего дома. Сын, отбившийся от рук, запойно пьющий от неразделённой любви к Ирине, уже приготовил двустволку, чтобы убить отчима. «Тогда уж и меня заодно, из другого ствола», — просит мать. Уж кто-кто, а она-то понимает, что любовь — всего сильнее, что сердцу не прикажешь, что не тюремщик она своему любимому, что не пойдёт она жаловаться в райком… А секретарь райкома, проведавший стороной обо всей этой драме, разыгравшейся под крышей крестьянского дома, сочувственно и с душой произносит: «Что ж мы можем сделать? Какое принять решение?… Никакого решения тут не примешь… Сам, только сам Никитин должен решить, что подскажет ему совесть его…»— Виктор Дёмин, журнал «Спутник кинозрителя». 1974. № 8. Стр. 2.

## Факты
- Фильм занимает 65-е место по посещаемости среди отечественных фильмов за всю историю советского кинопроката[источник не указан 3211 дней].